# Micologia

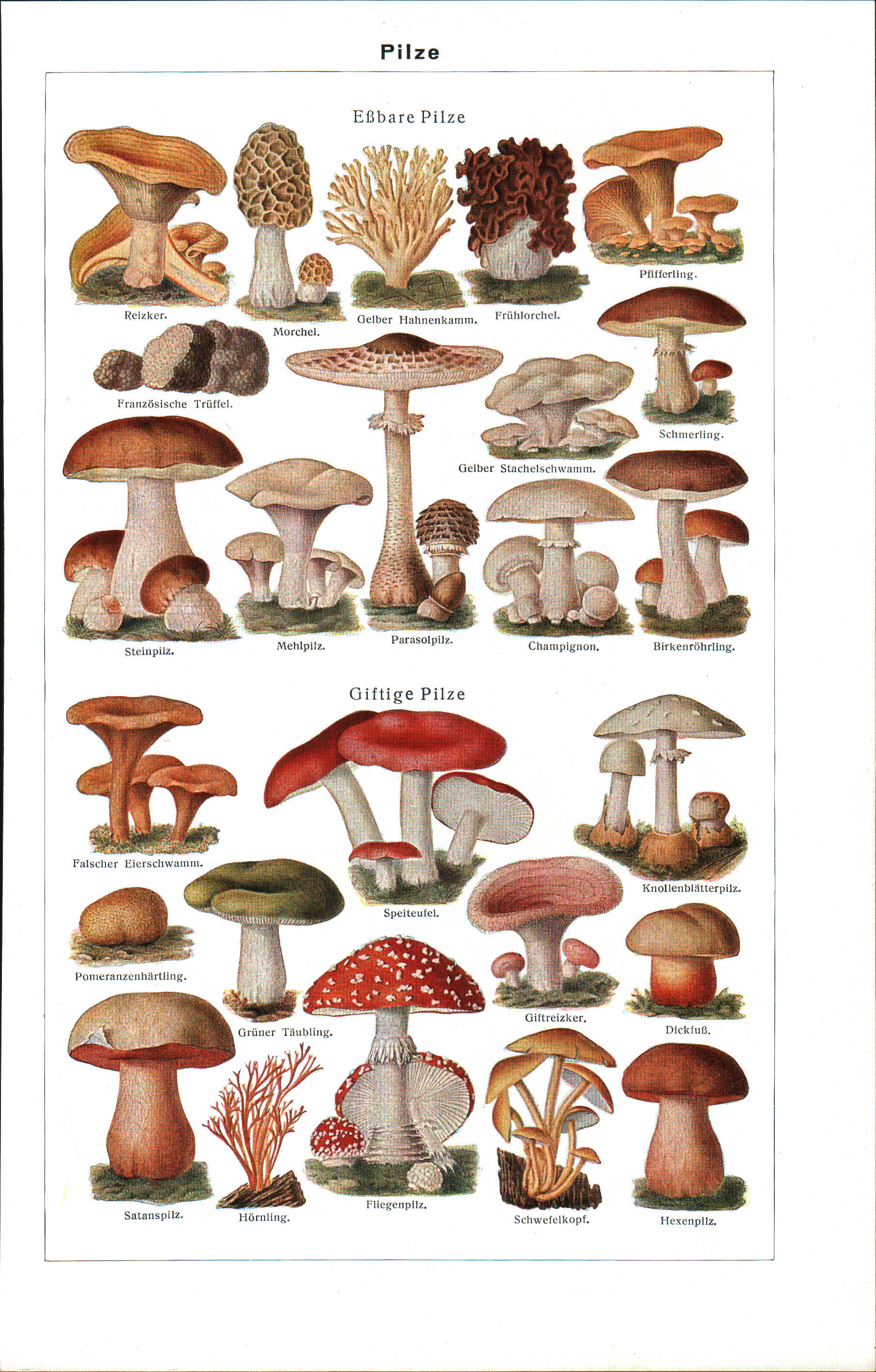
Dibuixos de diferents bolets.

La micologia (del grec, mýkes "fong, bolet" + lógos "tractat"), és la ciència que estudia els fongs, les seves propietats genètiques i bioquímiques, la seva taxonomia, i la seva utilitat per l'home com a font de medicaments (vegeu penicil·lina) i aliment (cervesa, vi, formatge, bolets), així com els seus perills, com ara emmetzinaments o infeccions. La micologia és molt pròxima a la botànica i està relacionada estretament, junt amb la microbiologia i la parasitologia, amb la fisiopatologia: l'estudi de les malalties. Els llevats són els fongs més estudiats.
Un biòleg especialitzat en micologia s'anomena micòleg.

## Visió general
Tot i que històricament es va considerar que la micologia era una branca de la botànica, el descobriment l'any 1969 de l'estreta relació evolutiva dels fongs amb els animals va donar lloc a la reclassificació de l'estudi com a camp independent. Els micòlegs pioners van incloure Elias Magnus Fries, Christiaan Hendrik Persoon, Heinrich Anton de Bary, Elizabeth Eaton Morse i Lewis David de Schweinitz. Beatrix Potter, autora de The Tale of Peter Rabbit, també va fer importants contribucions al camp.
Pier Andrea Saccardo va desenvolupar un sistema per classificar els fongs imperfectes pel color i la forma de les espores, que es va convertir en el sistema primari utilitzat abans de la classificació mitjançant anàlisi d'ADN. És famós pel seu Sylloge Fungorum, que era una llista completa de tots els noms que s'havien utilitzat per als bolets. Sylloge segueix sent l'única obra d'aquest tipus que va ser alhora completa per al regne botànic Fungi i raonablement moderna.

## Història de la micologia

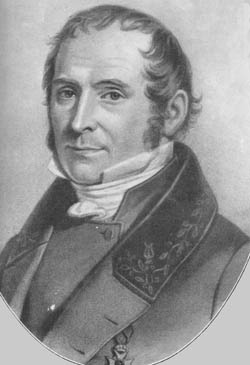
Elias Magnus Fries

Els antics no varen deixar cap document veritablement científic sobre els fongs. En el cas de Plini el Vell resta la seva Historia naturalis i en Dioscòrides Pedaci la menció d'ús terapèutic de diversos fongs recollida en la seva obra De re medica. Aquests texts només mencionen una vintena d'espècies però van deixar els termes que han perdurat fins avui com Myco, Amanita, Boletus o Tuber.
L'estudi dels bolets es remunta al segle xvi amb la classificació publicada el 1526, per l'humanista italià Hermolaus (1454-1493); les obres de botànics com Matthiole (1569), que comentaren Dioscòrides; la descripció, el 1564, de Phallus impudicus recollit a Holanda per Junius; la descripció de Fistulina hepatica per Reiner Solenander (°1524-+1601); la descripció i Il·lustració de Clathrus cancellatus per l'acadèmic italià Fabi Columna (1599); l'afirmació de l'italià Porta que els bolets es reprodueixen per llavors, el 1592; i la tasca de Clusius (1526-1609), que va fer pintar 86 aquarel·les representant 42 espècies de bolets comestibles repartits en 22 gèneres, 58 espècies de bolets verinosos en 25 gèneres i 5 espècies noves.
L'estudi científic dels bolets comença amb el suec Linaeus (1707-1778) i la seva obra Species plantarum (1753), encara que els bolets no ocupen un lloc veritablement separat de la resta de plantes. El botànic francès Paulet (1740-1826) va ser el primer a proposar (el 1795) la paraula «micologia», terme que es va imposar davant de «fungologia».
La primera obra consagrada totalment als bolets va ser publicada el 1801 pel sud-africà Persoon (1755-1837) (Synopsis methodica fungorum), però és més important l'obra d'un altre suec, Fries (1794-1878), que va publicar Systema Mycologicum entre 1821 i 1832; després, el treball de Saccardo (1845-1920), que va publicar una monumental classificació científica a finals del segle xix: Sylloge fungorum omnium hucusque cognitorum.

## Taxonomia dels fongs
La taxonomia és la ciència que té per objecte descriure i definir les espècies i reagrupar-les en entitats anomenades tàxons (gèneres, famílies, ordres, classes, etc.), a fi de poder-les donar nom i classificar-les.
La taxonomia dels fongs està privada d'un gran nombre de mitjans que sí que tenen altres branques de la història natural, ja que a més de trobar-se els bolets de forma gairebé capriciosa exigeixen l'observació in vivo i poques espècies es poden cultivar.

### Categories taxonòmiques dels fongs
La taxonomia dels fongs està sotmesa a una jerarquia similar a la de les plantes, els diversos sufixos permeten visualitzar la categoria taxonòmica. El cim de la jerarquia és el domini (eucariotes), seguit del regne (Fungi o fongs), la resta de la nomenclatura es fa segons les terminacions llatines següents:
- -mycota: divisió;
- -mycotina: subdivisió;
- -mycetes: classe;
- -mycetidae: subclasse;
- -ales: ordre;
- -ineae: subordre;
- -aceae: família;
- -oideae: subfamília;
- -ieae: tribu;
- -inae: subtribu (les nocions de tribu i subtribu s'utilitzen rarament).

Segueix el gènere i l'espècie (amb possibles subespècies, varietats, subvarietats, formes, subformes, forma especial, raça).
L'evolució de la taxonomia dels fongs ha estat vertiginosa a partir dels anys 90, amb el desenvolupament de l'anàlisi de l'ADN. Actualment hi ha 19 divisions o fílums: Aphelidiomycota, Ascomycota, Basidiobolomycota, Basidiomycota, Blastocladiomycota, Calcarisporiellomycota, Chytridiomycota, Entomophthoromycota, Entorrhizomycota, Glomeromycota, Kickxellomycota, Monoblepharomycota, Mortierellomycota, Mucoromycota, Neocallimastigomycota, Olpidiomycota, Rozellomycota, Sanchytriomycota i Zoopagomycota.

## Micologia mèdica
La micologia mèdica sorgeix com una de les àrees de la medicina, amb la necessitat de tractar malalties provocades a l'ésser humà i alguns animals a partir del consum o interacció amb els fongs. Les afeccions micològiques més comunes són:
- Al·lèrgias. Reaccions d'hipersensibilitat secundàries al contacte del fong amb la pell o les mucoses de persones susceptibles.
- Micotoxicosi. Intoxicació ocasionada per la ingestió de grans de cereals que han estat parasitats per micomicets tòxics.
- Micetismes. Intoxicació ocasionada per la ingestió de macromicets tòxics o verinosos que són confosos amb fongs comestibles.
- Micosi superficial. Infecció provocada per la invasió de teixits superficials (pell i mucoses), com la dermatofitosi i la pitiriasi versicolor.
- Micosi subcutània. Infecció per invasió de teixit subcutani solen ser molt agressives. Exemples d'aquesta són esporotricosi, cromoblastomicosi i eumicetoma.
- Micosi sistèmica. Difusió hematògena de fongs (fungèmia) i invasió a diversos òrgans. Algunes són histoplasmosi, paracoccidiomicosi i coccidiomicosi.
- Infecció oportunista. Infecció que s'intensifica en pacients amb càncer, immunodeprimits o diabètics. Tal és el cas de candidiasi, criptococosi i aspergilosi.

Malgrat els grans avenços en l'estudi de la micologia mèdica i l'ús d'antifúngics o antimicòtics, la incidència d'infeccions fungals és molt elevada.

### Micologia i descobriment de fàrmacs
Durant segles, certs bolets s'han documentat com a medicina popular a la Xina, el Japó i Rússia. Tot i que l'ús dels bolets en la medicina popular se centra principalment al continent asiàtic, s'ha documentat que persones d'altres parts del món com l'Orient Mitjà, Polònia i Bielorússia utilitzen bolets amb finalitats medicinals.
Els bolets produeixen grans quantitats de vitamina D quan s'exposen a la llum ultraviolada (UV). La penicil·lina, la ciclosporina, la griseofulvina, la cefalosporina i la psilocibina són exemples de fàrmacs que s'han aïllat de floridures o altres fongs.